# Livry-Louvercy
Livry-Louvercy é uma comuna francesa na região administrativa do Grande Leste, no departamento de Marne. Estende-se por uma área de 30.74 km², e possui 1.092 habitantes, segundo o censo de 2018, com uma densidade de 36 hab/km².